# Goshoden-dōri
Le Goshoden-dōri (御所田通, Goshoden-dōri) est une voie du nord de Kyoto, dans l'arrondissement de Kita. Orientée est-ouest, elle débute peu avant Aburanokōji-dōri (ja) et termine au Horikawa-dōri (en).
Avec du sud au nord le Goshodenshimo-dōri (御所田下通, Goshodenshimo-dōri), le Goshodenminami-dōri (御所田南通, Goshodenminami-dōri), le Goshodenminaminaka-dōri (御所田南中通, Goshodenminaminaka-dōri), le Goshodenkitanaka-dōri (御所田北中通, Goshodenkitanaka-dōri), le Goshodenkita-dōri (御所田北通, Goshodenkita-dōri) et le Goshodenkami-dōri (御所田上通, Goshodenkami-dōri), elle forme le groupe de rues Goshoden (御所田通, Goshoden-dōri).

## Description

### Situation
Le Goshoden-dōri est situé au sud-est de l'arrondissement de Kita. Il se trouve entièrement dans le quartier de Murasakinogoshoden-chō (紫野御所田町), plus tard divisé en deux quartiers, Murasakinohigashigoshoden-chō (紫野東御所田町) et Murasakinonishigoshoden-chō (紫野西御所田町). La rue est commence peu avant Aburanokōji-dōri (ja) (油小路通), devant l'École primaire et secondaire de l'université d'éducation de Kyoto et termine au Horikawa-dōri (en) (堀川通),,,. Elle suit le Goshodenminaminaka-dōri (御所田南中通) au sud et précède le Goshodenkitanaka-dōri (御所田北通) au nord.
La circulation se fait en sens unique de l'est vers l'ouest. La rue fait environ 180 mètres.

### Voies rencontrées
De l'est vers l'ouest, en sens unique. Les voies rencontrées de la droite sont mentionnées par (d), tandis que celles rencontrées de la gauche, par (g). Seules les rues portant un nom sont listées.
1. Aburanokōji-dōri (ja) (油小路通)
2. Horikawa-dōri (en) (堀川通)

### Transports en commun
Les bus du réseau d'autobus de Kyoto (ja) ne passent par sur la rue. Les arrêts les plus proches sont sur Horikawa-dōri et sont Kitaōji-Horikawa (北大路堀川, lignes 1, 9, 12, 37, 67, 204, 205, 206, M1, Nord1, Nord8, Spécial 37), et Horikawa-Kuramaguchi (堀川鞍馬口, lignes 9, 12, 67), au carrefour avec Kuramaguchi-dōri.
L'arrêt du métro de Kyoto le plus proche est Kitaōji (北大路), sur la ligne Karasuma, 10 minutes à l'est.

## Odonymie
Le nom de la rue est tiré du quartier Murasakinogoshoden-chō, créé en 1918, puis divisé en trois quartiers, « est » (東), « ouest » (西) et « haut » (上).　 « Goshoden » signifie « plaine (田) du palais (御所) » et est un nom attribué au secteur après le déménagement du temple Sanzen-in (三千院) en 1232 dans le secteur. Le temple était appelé « palais Kajii » (梶井宮).

## Histoire
La rue ainsi que son groupe de rues apparaissent en 1920 dans le cadre d'un projet de développement urbain au nord de l'actuelle Shimei-dōri. Le nom semble avoir été attribué en 1935, et le groupe de rues est encadré par les nouvelles rues Kitaōji et Shimei, et par les nouvelles extensions nord de Horikawa-dōri et Aburanokōji-dōri dans le cadre d'une nouvelle loi du Réaménagement du territoire (ja).

## Patrimoine et lieux d'intérêt
On trouve à l'extrême est de la rue l'école primaire et secondaire de l'université d'éducation de Kyoto (ja) (京都教育大学附属京都小中学校). La rue est dans un secteur principalement résidentiel dans le secteur Murasakino (紫野) de Kyoto, et on y trouve un important complexe d'appartements. Au bout de la rue, au carrefour avec Horikawa, se trouve la tombe de Murasaki Shikibu (紫 式部, v. 973-v.1014-1025), écrivaine de renommée derrière Le Dit du Genji.
Légèrement au nord, sur Goshodenkami-dōri se trouve le bureau d'arrondissement de Kita (北区役所), qui regroupe divers services d'arrondissement comme la santé, les services sociaux et les services à la famille et à l'enfance. Dans le coin nord-ouest, dans le quartier Murasakinonishigoshoden-chō se trouvait le centre dentaire préfectoral (府歯科医師会館).
Au sud-est, sur Goshodenshimo-dōri, se trouve le parc Murasakinomiyanishi (紫野宮西公園), avec plusieurs installations pour enfants,.

Quelques lieux d'intérêts
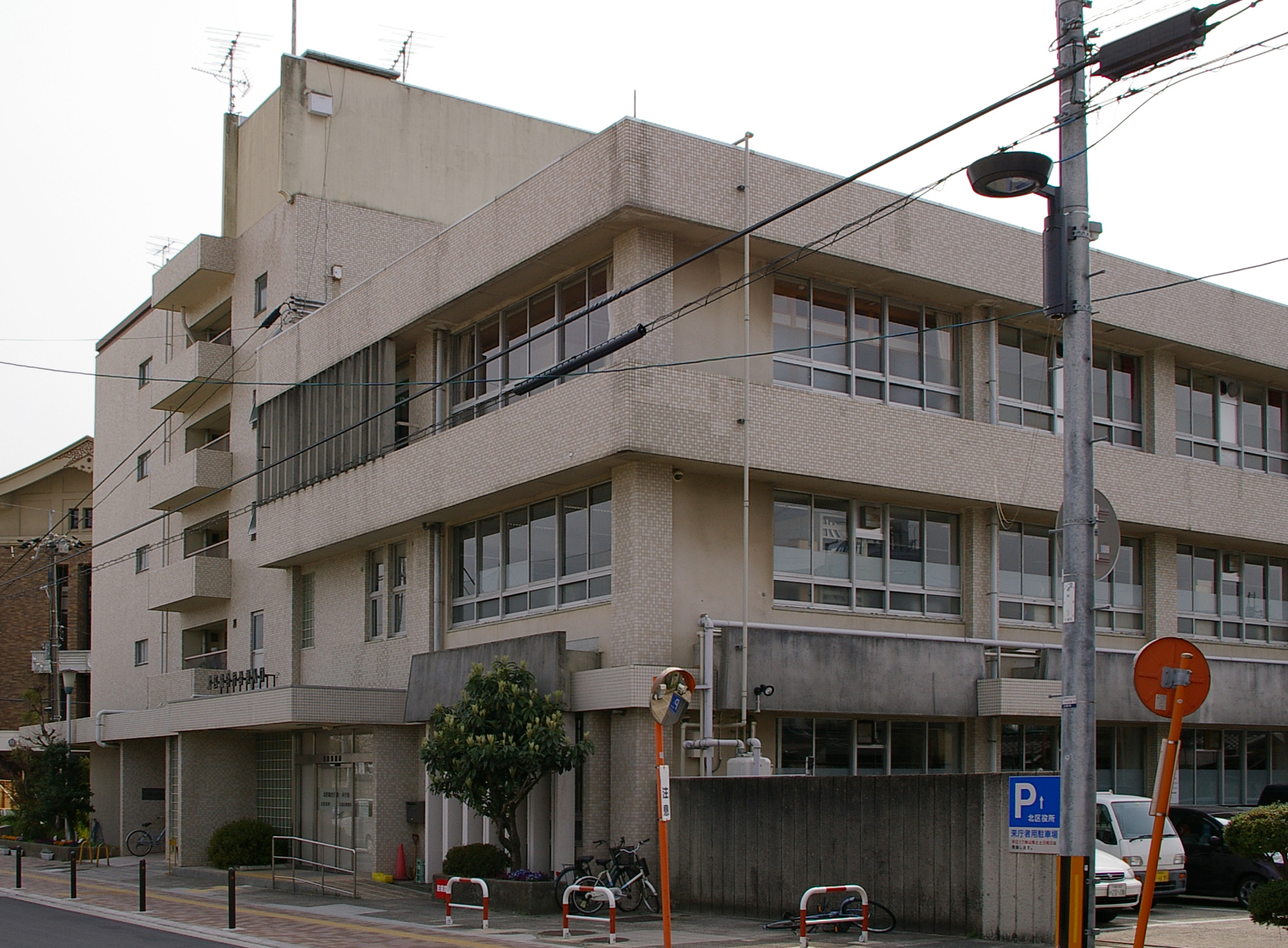
Bureau d'arrondissement de Kita
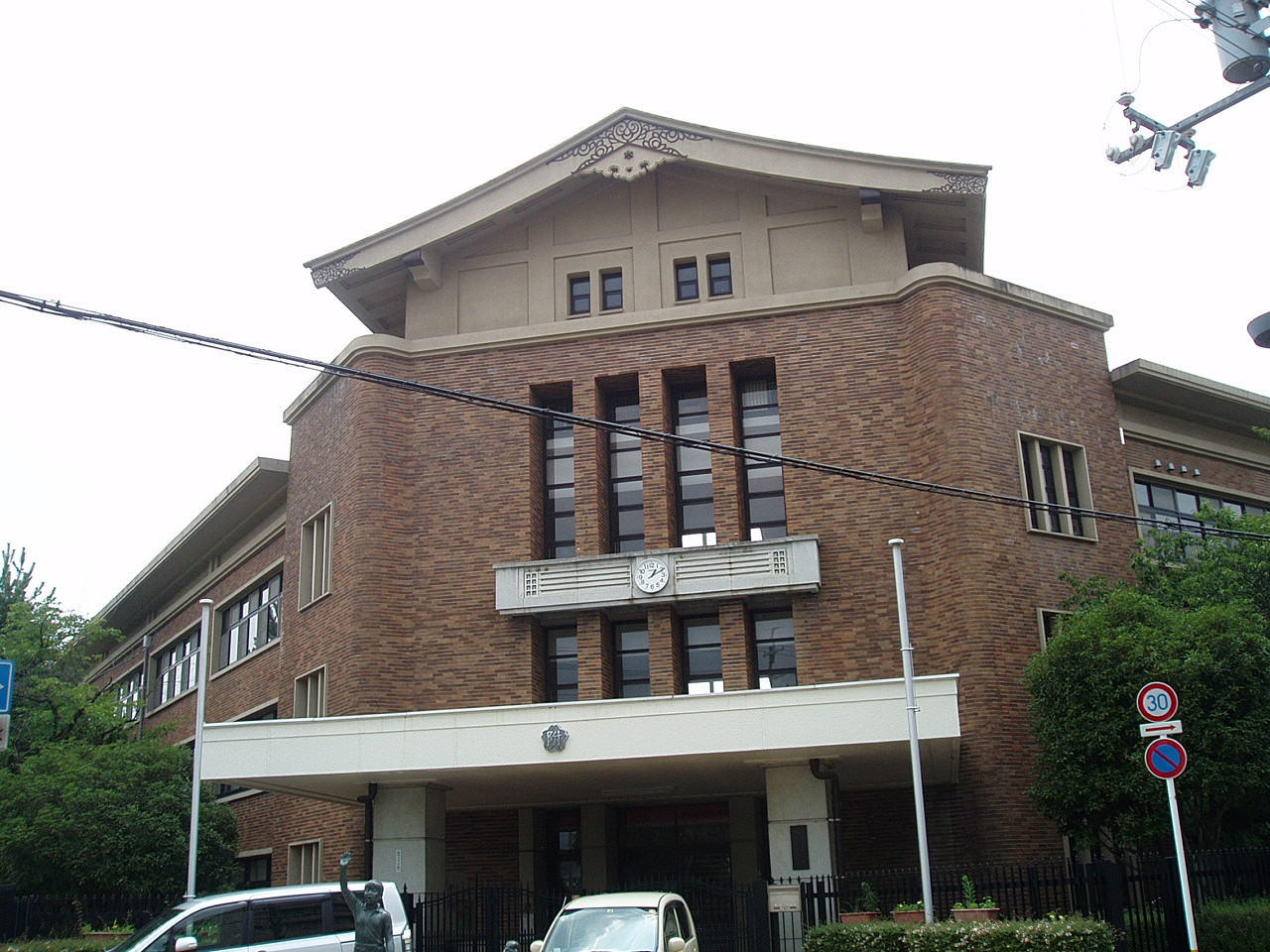
Bâtiment principal de l'école primaire/secondaire

## Groupe de Goshoden-dōri
Le groupe de Goshoden-dōri fait référence à sept rues orientées est-ouest au nord de Shimei-dōri et au sud de Kitaōji-dōri, commençant au sud par Goshodenshimo-dōri (御所田下通, Goshodenshimo-dōri), puis suivi par le Goshodenminami-dōri (御所田南通, Goshodenminami-dōri), le Goshodenminaminaka-dōri (御所田南中通, Goshodenminaminaka-dōri), le Goshodenkitanaka-dōri (御所田北中通, Goshodenkitanaka-dōri), le Goshodenkita-dōri (御所田北通, Goshodenkita-dōri) et terminant par le Goshodenkami-dōri (御所田上通, Goshodenkami-dōri), au nord. Il est bordé à l'ouest par le groupe de Kenkun-dōri et au nord par le groupe de Wakana-dōri.

### Goshodenkami-dōri
Goshodenkami-dōri (御所田上通, Goshodenkami-dōri) est une courte rue commençant à Shinmachi-dōri (ja) (新町通) à l'est et terminant à Kitaōji-dōri, en passant par Aburanokōji-dōri,,. On y trouve le bureau d'arrondissement de Kita. La rue, isolée des six autres, est à sens unique de l'est vers l'ouest.

### Goshodenkita-dōri
Goshodenkita-dōri (御所田北通, Goshodenkita-dōri) est une courte rue commençant à Aburanokōji-dōri et terminant à Horikawa-dōri,,. Selon d'autres sources, elle continuerait sur une centaine de mètres à l'ouest de Horikawa-dōri. La rue est à sens unique de l'ouest vers l'est.

### Goshodenkitanaka-dōri
Goshodenkitanaka-dōri (御所田北中通, Goshodenkitanaka-dōri) est une courte rue commençant à une rue sans nom à l'est d'Aburanokōji-dōri et terminant à une rue sans nom avant Horikawa-dōri,,.

### Goshodenminaminaka-dōri
Goshodenminaminaka-dōri (御所田南中通, Goshodenminaminaka-dōri) est une courte rue commençant à une rue sans nom à l'est d'Aburanokōji-dōri et terminant à une rue sans nom avant Horikawa-dōri,,.

### Goshodenminami-dōri
Goshodenminami-dōri (御所田南通, Goshodenminami-dōri) est une courte rue commençant à une rue sans nom à l'est d'Aburanokōji-dōri et terminant à Horikawa-dōri,,. Le parc Murasakinomiyanishi se trouve au carrefour avec Horikawa du côté sud. La circulation se fait d'ouest en est.

### Goshodenshimo-dōri
Goshodenshimo-dōri (御所田下通, Goshodenshimo-dōri) est une courte rue commençant à une rue sans nom à l'est d'Aburanokōji-dōri et terminant au parc Murasakinomiyanishi,,. La rue nord-sud partant de l'extrémité ouest de Goshodenshimo pour rejoindre Goshodenminami est aussi considérée comme faisant partie de la rue. La circulation se fait d'est en ouest.